# Tom Platz
Tom Platz (né le 26 juin 1955 à Fort Sill, Oklahoma, États-Unis) est un culturiste et homme d'affaires américain.

## Biographie
Tom Platz est né le 26 juin 1955 à Fort Sill, Oklahoma, États-Unis. Il participa à plusieurs éditions de Mr. Olympia. Il était très populaire du fait de ses incroyables cuisses et ses performances aux squats (ex. : 23 répétitions à 238kg) et à la presse.
Tom s'est retiré des compétitions en 1987 et a fait un retour en 1995 lorsqu'il a été médaillé d'honneur « Monsieur America ». Tom a dit ce jour : « Je souhaite juste rendre au sport que j'aime tout ce qu'il m'a apporté. »
C'est une légende dans le monde du culturisme et du fitness. Il considérait le squat comme un sport à part au culturisme et au powerlifting, un sport à  part entière. Il apparaît aujourd'hui lors de salons, d'expositions ou d'émission consacrées au culturisme. Tom Platz continue de s'entraîner encore aujourd'hui.

## Historique des compétitions
- 1995 Mr. America honoraire - AAU
- 1987 Detroit Pro Invitational - IFBB, 6e
- 1986 Mr. Olympia - IFBB, 11e
- 1985 Mr. Olympia - IFBB, 7e
- 1984 Mr. Olympia - IFBB, 9e
- 1982 Mr. Olympia - IFBB, 6e
- 1981 Mr. Olympia - IFBB, 3e
- 1980 World Pro Championships - IFBB, Mr. Universe
- 1980 Mr. Olympia - IFBB, 8e
- 1980 Night of Champions - IFBB, 12e
- 1979 Mr. Olympia - IFBB, 8e
- 1978 World Amateur Championships - IFBB Mr. Universe
- 1978 Mr. America - AAU, Short, 2e
- 1977 Mr. Southeastern USA - AAU
- 1977 Mr. America - AAU, Short, 2e
- 1976 Mr. America - AAU, Short, 3e
- 1975 Mr. Michigan - AAU
- 1974 Junior & Senior State Powerlifting Championships - AAU, 220 Class Champ
- 1974 Teen Mr. America - AAU, 2e
- 1973 Mr. Adonis - AAU
- 1973 Mr. Ironman - AAU

## Filmographie
- 1980 : The Comeback (documentaire également connu sous le titre Total Rebuild ou Pumping Iron 2) : joue son propre rôle
- 1988 : Biceps Business : Tom Steele
- 1988 : Jumeaux : Granger Son #1
- 1990 : Elles craquent toutes sauf une : Culturiste
- 1997 : 8 têtes dans un sac : tête de Hugo
- 1998 : Who Killed Johnny Love ? : Emcee
- 2009 : Reg Park: The Legend : lui-même (voix)